# 344 f.Kr.

## Händelser

### Efter plats

#### Persiska riket
- Kung Idrieios av Karien dör och överlämnar i sitt testamente detta persiska satrapdöme till sin syster Ada, som han är gift med.

#### Grekland
- Den atenske statsmannen Demosthenes reser runt på Peloponnesos för att avlägsna så många städer som möjligt från Makedoniens inflytande, men hans ansträngningar blir till största delen utan framgång. De flesta invånarna på halvön ser Filip II av Makedonien som garanten för sin frihet, så de skickar en förenad ambassad till Aten för att uttrycka sitt missnöje med Demosthenes aktiviteter. Som svar på dessa klagomål avger Demosthenes sin andra filippika, som är en häftig attack på Filip II.

#### Sicilien
- Aristokratin i Syrakusa vädjar till sin moderstad Korinth mot sin tyrann Dionysios II. Den korinthiske generalen Timoleion väljs att leda en befrielseexpedition till Sicilien. När han landstiger i Tauromenium (Taormina) under sommaren står han öga mot öga med två arméer, en under Dionysios och en under Hiketas (tyrann över det närbelägna Leontini) befäl, och dessa har också tillkallat karthagiska styrkor. Genom skicklig taktik besegrar Timoleion sina fiender och ockuperar Syrakusa. Dionysios II går då än en gång i exil.

### Efter ämne

#### Vetenskap
- Den grekiske filosofen och vetenskapsmannen Aristoteles beger sig från Assos till Lesbos för att studera naturhistoria, särskilt marinbiologi.

#### Religion
- Juno Monetas tempel invigs.

## Avlidna
- Idrieios, kung av Karien